# Mémoires affectives
Mémoires affectives ist ein kanadischer Film des Regisseurs Francis Leclerc aus dem Jahr 2004. Die Hauptrolle des Psychodramas spielte Roy Dupuis. In stimmungsvollen, teils in fast schwarzweißen Bildern werden die Winterlandschaft und die Beziehungen eines Menschen zur Umwelt dargestellt.

## Handlung
Alexandre Tourneur gilt als klinisch tot. Er liegt schon längere Zeit scheinbar bewusstlos im Koma. Ein geheimnisvoller Mann stellt sein Beatmungsgerät ab um ihn aus diesem trostlosen Zustand zu erlösen. Überraschenderweise tritt gerade das Gegenteil ein und Alexandre erwacht. Michelle, seine Frau, weiß nicht so recht wie sie damit umgehen soll. Sie ist nicht gerade glücklich darüber, denn sie hatte sich schon länger von ihrem Mann entfremdet. Sie wollte eigentlich mit ihrem Freund ein neues Leben beginnen.
Alexandre erholt sich körperlich, hat aber sein Gedächtnis verloren. Er sieht sich den verwirrenden, gegensätzlichen Aussagen seiner ehemaligen Bekannten gegenüber, die ihm jetzt fremd sind. Er erinnert sich weder an seine Familie noch an sonst etwas, aber er hat seltsame Erinnerungsbruchstücke / Flashbacks und spricht unter Hypnose Montagnais, die Sprache der Innu. Sein Arzt meint, dass er das archaische Gedächtnis eines Innu und eines Rehs habe. Alexandre hat im Unterbewusstsein Erinnerungen, die er anscheinend von seiner Umgebung aufnimmt, aber nicht seine eigenen.
Die Polizistin Pauline Maksoud rekonstruiert den Unfall, der zu Alexandres Zustand geführt hat. Sie ermittelt wegen Fahrerflucht gegen einen unbekannten Lenker. Alexandre, der von Beruf Tierarzt ist, wollte gerade ein verwundetes Reh mit einer Spritze von seinem Leid erlösen als er vermutlich von einem LKW angefahren wurde. Die Polizistin findet einen grauen Honda, der in den Unfall verwickelt sein könnte. Der Besitzer streitet jedoch ab einen Menschen verletzt zu haben. Er gibt nur zu das Reh angefahren zu haben, was ihm geglaubt wird.
Alexandres Erinnerung an sein früheres Leben kehrt langsam durch alte Fotos und Erzählungen zurück. Er war als Kind in mehreren Pflegefamilien, nachdem sein Vater starb. Auch hat er einen Bruder, von dem er getrennt wurde. Alexandre forscht nach den damaligen Ereignissen. Die erschreckende Wahrheit findet er, als er seinen Bruder Joseph aufsucht. Ihr Vater ist nicht bei einem Bootsunfall ertrunken, sondern starb an einem Gewehrschuss, als sie auf der Jagd waren. Der betrunkene Vater wollte den jungen Alexandre zum Mann machen und verlangte, dass er einem angeschossenen Hirschen den Gnadenschuss gibt, was dieser nicht übers Herz bringt. Der ältere Bruder mischte sich ein um ihn in Schutz zu nehmen, worauf er vom jähzornigen Vater brutal verprügelt wurde. Entsetzt erkennt Alexandre, dass er selbst den tödlichen Schuss abgefeuert hat. Gemeinsam vertuschten die Brüder den tragischen Vorfall. Es war auch Joseph, der Alexandres Geräte im Krankenhaus abgeschaltet hatte.
Die Suche nach seiner Vergangenheit ist hiermit beendet, und Alexandre kann sein Leben neu beginnen.
Ein Jäger vom Volk der Innu schießt in einer Winterlandschaft einen Pfeil auf der Jagd ab.

## Kritiken
- DVD-Cover, Gilles Carignan, 30. Oktober 2004, Le Soleil: „Un grand film. Un scénario brillant. Un pur joyau!“ (auf Deutsch etwa: Ein großer Film. Ein glänzendes Szenario. Ein reines Juwel!)[1]

## Auszeichnungen
- 2005: Genie Awards gewannen: Francis Leclerc für die beste Regie, Francis Leclerc und Marcel Beaulieu für das beste Drehbuch, Roy Dupuis als bester Hauptdarsteller. Weiters gab es drei Nominierungen.
- 2005: Prix Jutra gewannen: Roy Dupuis als bester Hauptdarsteller, Francis Leclerc für die beste Regie, Glenn Berman für den besten Schnitt, Barbara Shrier für den besten Film. Eine Nominierung gab es für das Drehbuch.
- 2005: Prix du public – Coup de coeur super écran

## Hintergrundinformationen
Mémoires affectives bedeutet auf Deutsch etwa Gefühlsbetonte Erinnerungen.
Gedreht wurde in der Provinz und in der Stadt Québec. Das Budget betrug etwa 3 Millionen CAD. Der Film hat in den kanadischen Kinos über 670 000 CAD eingespielt. Alliance Atlantis Vivafilm vertreibt den Film.
Seit Juli 2005 sind DVDs des Films in Kanada erhältlich und zwar in französischer Sprache mit französischen und englischen Untertiteln. Die Lauflänge beträgt ca. 101 Minuten. Der Film unterliegt in Kanada keiner Altersbeschränkung. Man kann unter dem französischen Titel ein Menü in Französisch aufrufen und unter dem englischen Titel Looking for Alexander eines in Englisch. Auf einer zweiten DVD ist ein Making of in französischer Sprache mit vielen Aufnahmen der kanadischen Winterlandschaft zu sehen. Es wurden auch VHS-Kassetten veröffentlicht.
Der Film wurde in französischer Originalfassung mit englischen Untertiteln anlässlich der langen Nacht des Frankophonen Films am 22. März 2006 in einem Kino in München gezeigt.
In Wien war er beim 8. Festival du film francophone im März 2006 zu sehen.